# Дальберг-Актон, Фердинанд Ричард

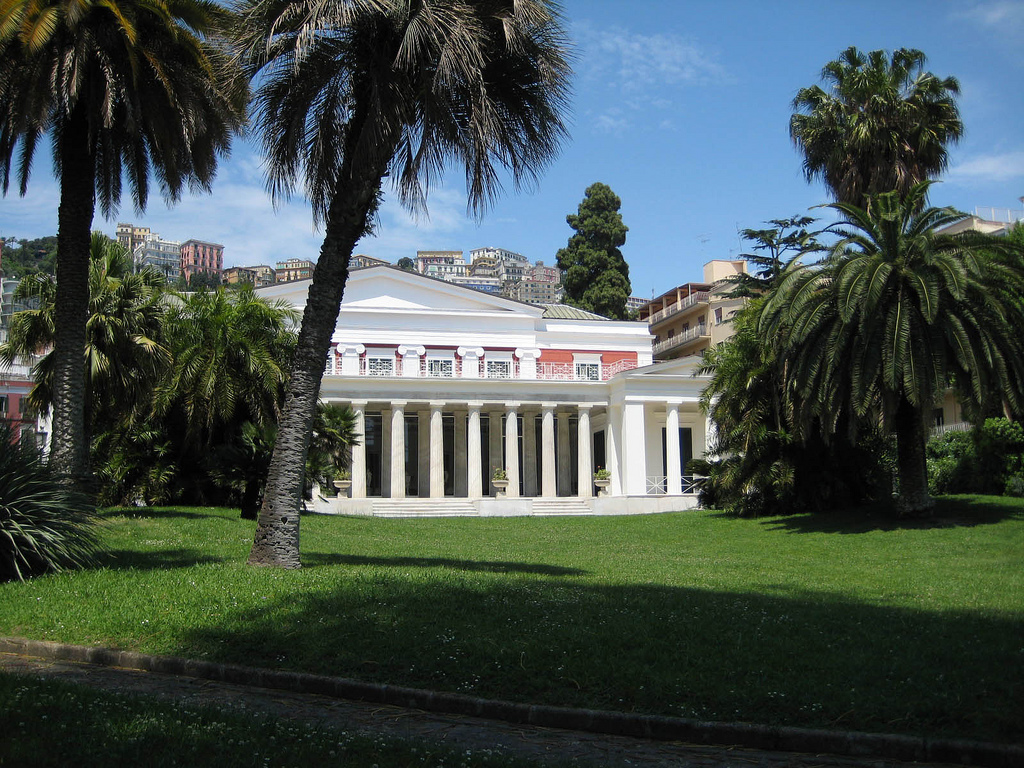
Построенная по заказу Фердинанда Актона под Неаполем вилла Пиньятелли после его смерти была продана банкиру К. М. Ротшильду

Сэр Фердинанд Ричард Эдвард Актон (с 1833 года — Дальберг-Актон), 7-й баронет Олденхем-Холл (24 июля 1801 — 31 января 1837) — неаполитанский аристократ английского происхождения, который провёл свою жизнь на роскошной вилле в Сан-Джорджо-а-Кремано.
Старший сын сэра Джона Актона, 6-го баронета Олденхем-Холл, премьер-министра королевства Обеих Сицилий и фаворита королевы Марии-Каролины, и Мари Анн Актон (ок. 1784—1873). Назван в честь мужа королевы Марии-Каролины.
После смерти отца в 1811 году Фердинанду Ричарду перешёл его титул. Учился в Вестминстер-Скул, в 1819 году вместе с младшим братом поступил в англиканский колледж Магдалины (Кембридж). Препятствием для получения учёной степени для братьев послужило вероисповедание — они были католиками. В 1830 году Фердинанд II пожаловал Актону звание придворного камергера.
9 июля 1832 года Актон женился на Мари Луизе Пелине фон Дальберг (1812—1860), последней представительнице древнего рода Дальбергов. 20 декабря 1833 года по королевскому указу Актон присоединил к своей фамилии фамилию Дальберг. У супругов был один сын — Джон, 1-й барон Актон (1834—1902).